# 薩扎瓦

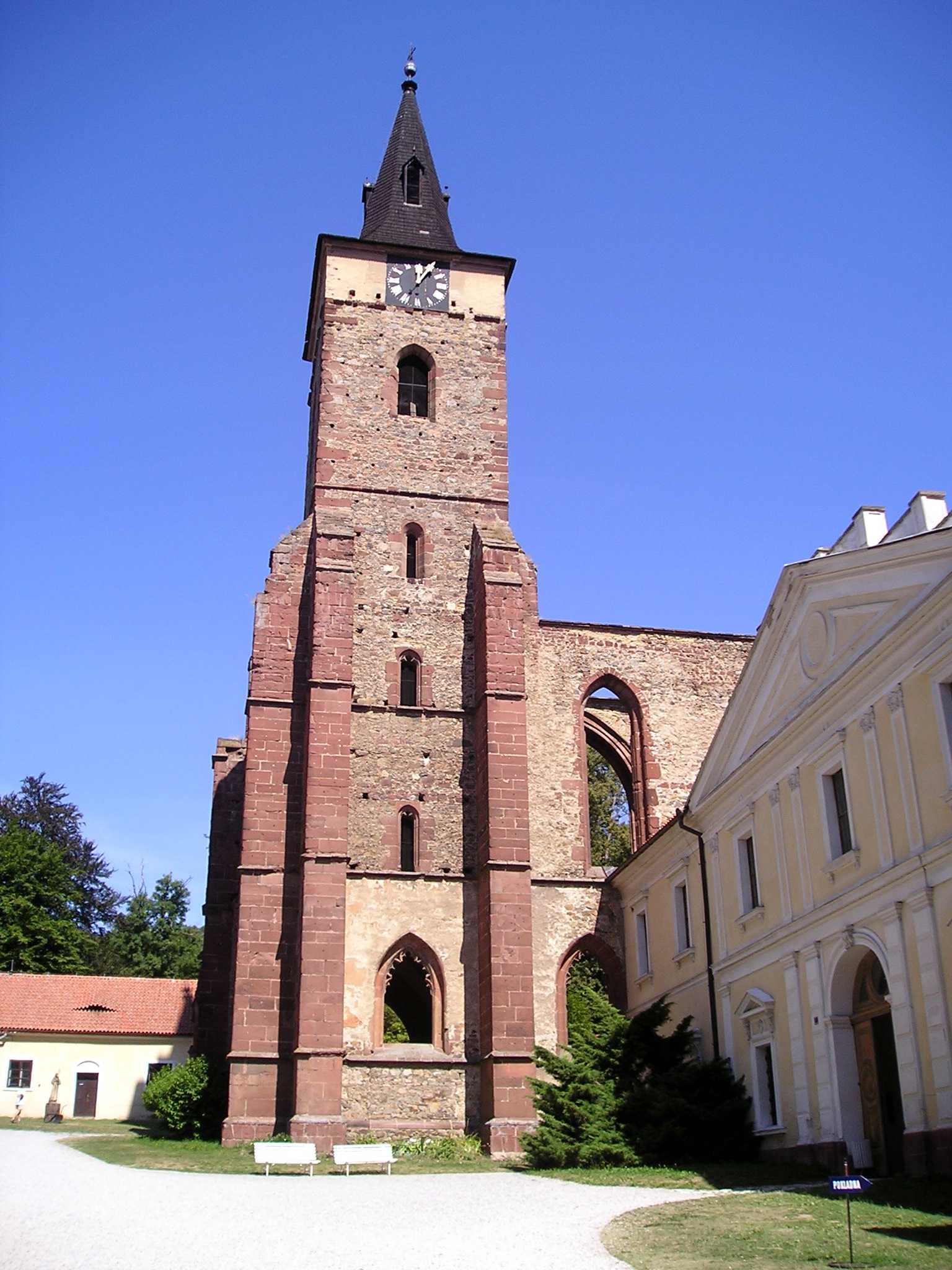

薩扎瓦是捷克的城鎮，位於該國中部薩扎瓦河畔，距離首都布拉格40公里，由中捷克州負責管轄，面積20.41平方公里，海拔高度312米，2012年人口3,770。

## 外部連結
- Municipal website （页面存档备份，存于） (cz)